# Bambee
Bambee, egentligen Desirée Sparre-Enger, född 25 juni 1976, är en norsk popartist från Nordstrand i Oslo. Hon var aktiv främst mellan 1997 och 2001.
Artistnamnet Bambee anspelar på sagohjorten Bambi och är en referens till Bambees ögon.
Flera av hennes sånger, bland dem "Cowgirl" och "Bumblebee", har varit med i spelserien Dance Dance Revolution.

## Diskografi

### Album
- 1998 – On Ice
- 2001 – Fairytales

### Singlar
- 1997 – "Candy Girl"
- 1998 – "Bam Bam Bam
- 1999 – "Typical Tropical"
- 1999 – "You Are My Dream"
- 2001 – "Seventeen"
- 2001 – "Cowgirl"
- 2001 – "Watch Out"